# Мельники (Приморский край)
Ме́льники — село в Партизанском городском округе Приморского края.
Расположено на правом берегу р. Мельники (правый приток р. Партизанская).
Дорога к селу Мельники от Партизанска идёт через сёла Авангард и Углекаменск, расстояние до села Авангард около 10 км, до Углекаменска около 15 км, до центральной части города Партизанска около 30 км.
На север от села Мельники вверх по долине реки идёт дорога к селу Залесье.

## История
Названо по фамилии первопоселенцев, которыми были братья Иван и Демид Мельники с семьями. В 1899 году они приехали на Дальний Восток из Волынской губернии.
В 1910-2004 гг. в Мельниках работала начальная школа.
8 мая 2005 был открыт памятник ушедшим и не вернувшимся во времена ВОВ жителям Мельников. 

## Мемориал
На мемориале были упомянуты погибшие в борьбе против фашизма, всего их было 26 человек:
1. Винников Иван Прокопьевич
2. Волошин Александр
3. Васьков Яков Васильевич
4. Гречко Яков Макарович
5. Здориков Александр Евменович
6. Карпук Иван Демьянович
7. Ковальчук Федор Демьянович
8. Мельник Иван Антонович
9. Мельник Семен Антонович
10. Марченко Трофим Владимирович
11. Марчук Семен Иванович
12. Марчук Михаил Иванович
13. Марчук Степан Андреевич
14. Оксеньтюк Петр Иванович
15. Польный Александр Пилипюк
16. Сергиенко Павел Иванович
17. Сергиенко Федор Иванович
18. Третьяков Александр Васильевич
19. Третьяков Виктор Васильевич
20. Третьяков Платон Саввович
21. Третьяков Петр Саввович
22. Кожухов Леонид Иванович
23. Тимошук Алексей Варфоломеевич
24. Шелепов Анатолий Николаевич
25. Петренко Иван Андреевич
26. Яцко Николай Яцкович